# Azizi
Azizi (The 31st album composed by Michel Huygen) is een studioalbum van Michel Huygen, in dit geval onder de groepsnaam Neuronium. Subtitel is: A new cosmic level for your brain...
Huygen kwam na het afwijkende Placebo opnieuw met een album met kosmische muziek, romantisch en mysterieus. Het betekende tevens een vernieuwde samenwerking met kunstenaar Tomás C. Gilsanz.
Azizi is Swahili voor iets kostbaars en waardevols, in dit geval zijn eigen jeugd dat hier weerspiegeld wordt. Tevens bevat het een track ter nagedachtenis aan Audrey Hepburn, vriendin van de familie. Het kostbare voor de luisteraar is de weergave van een viertal foto's in het boekje uit Huygens privéarchief, genomen door Huygens vader tijdens het filmen van The Nun's Story in Kisangani, zijn geboorteplaats. Op de vier foto's is Hepburn te zien met een zeer onschuldig en vroom uiterlijk.
De Nederlandse première van dit album werd gegeven tijdens Huygens optreden tijdens E Live dagen in 2002 in het auditorium van de Technische Universiteit Eindhoven. 

## Musici
Michel Huygen speelt alle instrumenten; zangstemmen komt ook uit de elektronische apparatuur.

## Muziek
| Nr. | Titel                       | Duur  |
| --- | --------------------------- | ----- |
| 1.  | Torre Agbar (Huygen)        | 5:25  |
| 2.  | Diagonal Mar (Huygen)       | 4:57  |
| 3.  | Azizi (Huygen)              | 4:08  |
| 4.  | Evening in Warsaw (Huygen)  | 13:58 |
| 5.  | Kisangani man (Huygen)      | 10:27 |
| 6.  | Audrey in Africa (Huygen)   | 6:17  |
| 7.  | Kevlar ways (Huygen)        | 11:50 |
| 8.  | Universo Reik (Huygen)      | 13:22 |
| 9.  | Azizi (radio edit) (Huygen) | 3:01  |